# Палевский жилмассив
Палевский жилмассив — жилой квартал, расположенный в Невском районе Санкт-Петербурга между проспектом Елизарова, проспектом Обуховской Обороны, улицей Ольги Берггольц и улицей Бабушкина. Исторический ансамбль Палевского жилмассива (19 домов) является объектом историко-культурного наследия народов Российской Федерации.

## История
Палевский жилмассив был построен в 1925—1928 годах для рабочих Александровской ситценабивной фабрики Паля (в советское время была переименована в прядильно-ткацкую фабрику им. В. П. Ногина), а также соседних предприятий. Строительство велось предприятиями на паях при участии государственных средств. Пайщики контролировали строительство, принимали в нём участие, и впоследствии, по возможности, содержали свои дома в надлежащем состоянии.
В 2000-е годы в массиве было проведено значительное количество сделок, благодаря которым некоторые квартиры были объединены в одну. Многие двери парадных стали отдельным входом в жилые помещения – фактически, образовались таунхаусы, а лестничные площадки поступили в единоличное пользование отдельных жильцов, хотя официально остались муниципальными, площадки превратились в прихожие. Чердачные помещения также используются жильцами. Расположенные на первых этажах квартиры, окна которых выходят на проспект Елизарова, в основном, расселены под коммерческие помещения, что характерно для зданий, близких к вестибюлям станций метрополитена. Не исключено, что на противоположной стороне квартала по улице Ольги Берггольц пройдёт еще одна волна переводов жилых помещений в нежилые: рядом построено новое здание Невского районного суда, прилегающие участки будут благоустраиваться.

## Архитектура
Границы межевания Палевского жилмассива проходят по красным линиям проспектом Елизарова (до 1939 года — Палевский проспект), проспектом Обуховской Обороны, улицей Ольги Берггольц (до 1978 года — Мартыновская улица) и внутриквартального проезда, параллельного улице Бабушкина. Планировка имеет симметричную композицию, образованную центральной осью, проходящей по внутриквартальному проезду, параллельному проспекту Елизарова и улице Ольги Берггольц на равном расстоянии от них и прямоугольным сквером.
Жилые дома массива построены в стиле неоклассики 1920—1930-х годов. Архитекторы — Алексей Зазерский и Николай Рыбин. Среди 19 зданий массива нет одинаковых, но они воспринимаются как единый ансамбль за счёт повторяющихся деталей: треугольные двускатные крыши, высокие дугообразные арки, обрамляющие оконные и дверные проёмы. Массив состоит из двух почти симметричных кварталов, занимающих Т-образный участок, посередине которого в широкой части устроен регулярный сквер. По 2 дома выходят на проспект Елизарова и улицу Ольги Берггольц, остальные 15 обращены к внутренним проездам и скверу или озеленённым дворам. Все дома расположены свободно, с промежутками и сгруппированы вокруг пяти зелёных двориков. Жилмассив включает двухэтажные коттеджи и трёхэтажные многоквартирные дома, которые можно сгруппировать по шести типам. На доме 6, корпус 1 по проспекту Елизарова сохранился знак Общество содействия обороне, авиационному и химическому строительству «Крепим оборону СССР»: по одним данным, такие знаки размещались на домах, где все жильцы вступили в это общество, по другим данным — на домах, все жильцы которых, включая детей от 12 лет, сдали нормы «Готов к ПВХО» (противовоздушной и противохимической обороне) I ступени и при этом на каждые 100 жильцов дома имеются минимум один, отмеченный значком «Готов к ПВХО» II ступени, и минимум один инструктор по герметизации жилищ от отравляющих веществ.
Недостатком домов является отсутствие подвалов, фундаменты укладывались прямо в землю. Однако за счёт этого многие жильцы соорудили в своих квартирах погреба. По документам проектно-инвентаризационного бюро, в домах использованы деревянные межэтажные перекрытия, которые являются причиной низкого запаса прочности домов того периода, но, как рассказывают старожилы, при строительстве пайщикам удалось приспособить под перекрытия полученные на ближайшем заводе крановые рельсы.

## Состав объекта историко-культурного наследия
1. Жилой дом (пр. Обуховской Обороны, д. 95, корп. 3, литера Н)
2. Жилой дом (пр. Обуховской Обороны, д. 95, корп. 4, литера М)
3. Жилой дом (пр. Обуховской Обороны, д. 95, корп. 5, литера П)
4. Жилой дом (пр. Обуховской Обороны, д. 95, корп. 6, литера О)
5. Жилой дом (пр. Обуховской Обороны, д. 95, корп. 7, литера С)
6. Жилой дом (пр. Обуховской Обороны, д. 95, корп. 8, литера Ж)
7. Жилой дом (пр. Обуховской Обороны, д. 95, корп. 9, литера Е)
8. Жилой дом (пр. Елизарова, д. 4, литера Д)
9. Жилой дом (пр. Елизарова, д. 6, корп. 1, литера Б)
10. Жилой дом (пр. Елизарова, д. 6, корп. 2, литера Г)
11. Жилой дом (пр. Елизарова, д. 8, корп. 1, литера А)
12. Жилой дом (пр. Елизарова, д. 8, корп. 2, литера Е)
13. Жилой дом (пр. Елизарова, д. 8, корп. 3, литера В)
14. Жилой дом (ул. Ольги Берггольц, д. 3, литера В)
15. Жилой дом (ул. Ольги Берггольц, д. 5, корп. 1, литера К)
16. Жилой дом (ул. Ольги Берггольц, д. 5, корп. 2, литера Б)
17. Жилой дом (ул. Ольги Берггольц, д. 7, корп. 1, литера Л)
18. Жилой дом (ул. Ольги Берггольц, д. 7, корп. 2, литера Е)
19. Жилой дом (ул. Ольги Берггольц, д. 7, корп. 3, литера А)
20. Сады, палисадники, аллея[3]